# Kabinett Oerter II
Das Kabinett Oerter II war vom 22. Juni 1920 bis 24. November 1921 die Regierung des Freistaates Braunschweig.
| Kabinett Oerter II \| Amt \| Name \| Partei \| \| ----------------- \| -------------------------------------------------------------------------------------------------- \| ------ \| \| Ministerpräsident \| Sepp Oerter \| USPD \| \| Arbeit \| Gustav Steinbrecher \| SPD \| \| Justiz \| August Junke \| USPD \| \| Volksbildung \| Hans Sievers bis 23. Oktober 1920 Sepp Oerter geschäftsführend Otto Grotewohl ab 25. November 1920 \| USPD \| | |        |
| Amt | Name                                                                                               | Partei |
| Ministerpräsident | Sepp Oerter                                                                                        | USPD   |
| Arbeit | Gustav Steinbrecher                                                                                | SPD    |
| Justiz | August Junke                                                                                       | USPD   |
| Volksbildung | Hans Sievers bis 23. Oktober 1920 Sepp Oerter geschäftsführend Otto Grotewohl ab 25. November 1920 | USPD   |